# La Locataire de Wildfell Hall
The Tenant of Wildfell Hall
La Locataire de Wildfell Hall (The Tenant of Wildfell Hall) est le second roman épistolaire de la femme de lettres anglaise Anne Brontë, publié en juin 1848. En France, il paraît en 1937 sous le titre de La Dame du château de Wildfell puis sera réédité sous des titres divers.
Le roman raconte l’histoire d’une femme qui quitte son mari abusif et débauché, et qui doit subvenir à ses propres besoins et à ceux de son jeune fils. Il est considéré comme l’un des premiers romans féministes car il défie la morale qui prévaut à l’époque. Charles Kingsley écrivit qu’il est « totalement inadéquat de mettre [le roman] entre les mains de jeunes filles ». Charlotte Brontë empêchera la republication de l'ouvrage après la mort de sa sœur Anne.

## Résumé de l'intrigue
Le roman est divisé en trois volumes. 

### Première partie

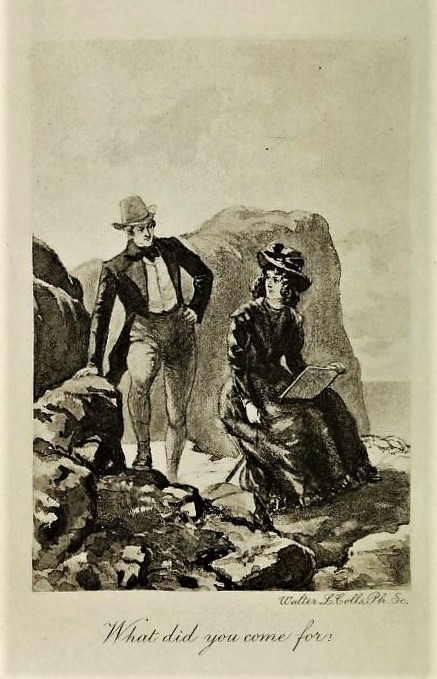
Helen Graham et Gilbert Markham

La première partie, racontée par Gilbert Markham, fermier prospère, décrit l'arrivée d'une veuve mystérieuse, Mrs Helen Graham, dans une grande maison voisine, d'ailleurs en triste état, Wildfell Hall. 
Dès le début, elle est l'objet de la curiosité de la petite communauté des environs. Bien que réticente, Helen et son jeune fils, Arthur, sont peu à peu intégrés dans la vie sociale du village. Au début de l'histoire, Gilbert Markham courtise sans flamme particulière Eliza Millward, bien que sa mère considère cette relation d'un œil désapprobateur, convaincue que son fils peut trouver mieux. Cependant, l'intérêt de Gilbert pour Eliza faiblit lorsqu'il apprend à mieux connaître Mrs Graham. Ce changement d'attitude déclenche dans le village une campagne de rumeurs et de cancans au sujet d'Helen, colportés — sinon initiés — par Eliza.
Ces rumeurs conduisent Gilbert à penser que Helen est courtisée par son ami, Mr. Lawrence. Lors d'une rencontre fortuite sur la route entre les deux hommes, Gilbert, le cœur empli de jalousie, frappe Lawrence de son fouet, le faisant tomber de cheval. Inconsciente de cet épisode, Helen refuse d'épouser Gilbert, mais lui confie son journal intime quand il l'accuse d'aimer Lawrence. 

### Deuxième partie

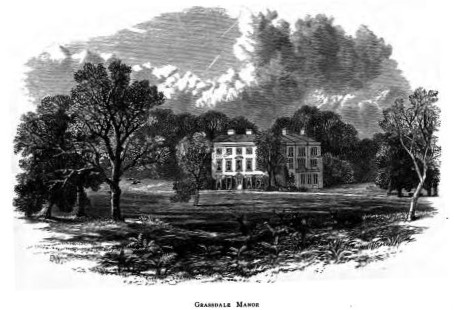
Grassdale Manoir

La deuxième partie est directement issue du journal intime d'Helen, qui fait prendre connaissance de son mariage avec Arthur Huntingdon, homme charmant, mais aussi bon à rien. Helen est tout d'abord aveuglée par l'amour et convaincue qu'elle saura le convaincre de se réformer par son exemple. Huntingdon est décrit comme un homme gâté, égoïste, soucieux de sa seule personne, mais bel homme et spirituel. Lorsque Helen donne naissance à leur fils Arthur, il devient progressivement jaloux de l'attention et de l'affection que sa femme accorde à l'enfant.
Les amis de Huntingdon viennent fréquemment à leur maison, Grassdale, et forment un groupe dissolu, buvant sans retenue dans des débordements de joie. La décadence morale est un thème récurrent, où les personnages à l'esprit perverti soumettent et tourmentent ceux qui font montre de noblesse de caractère. Il n'y a d'ailleurs pas là de clivage selon les sexes, puisque lady Anabella Lowborough se montre tout aussi infidèle à son mari mélancolique, mais dévoué. 
Walter Hargrave, le frère de l'amie d'Helen, Milicent Hargrave, cherche à obtenir l'affection d'Helen. Il ne tombe pas dans les mêmes excès que ses amis, mais ses attentions ne sont pas les bienvenues, car Helen devine ses instincts de prédateur, décrits de façon poignante lors d'un combat silencieux qui les oppose lors d'une partie d'échecs. Il alerte Helen sur l'infidélité de son mari, qui vit une aventure avec Lady Lowborough. Aussitôt après le départ de son ami, Arthur Huntingdon exprime ouvertement son désir d'aller retrouver sa maîtresse et se moque de sa femme.
Le fait qu'Arthur entraine leur fils dans sa débauche — l'encourageant à boire et à jurer, malgré son jeune âge — fait déborder la coupe pour Helen. Elle prépare sa fuite pour sauver son fils, mais son mari lit son journal et apprend ainsi son désir de s'enfuir. Il met alors le feu à son matériel d'artiste, avec lequel elle comptait gagner ensuite sa vie. La violation du secret de son journal intime et la destruction de son matériel illustrent le contrôle complet exercé à l'époque par un mari sur sa femme. Finalement, avec l'aide de son frère Mr. Lawrence, Helen trouve un refuge secret à Wildfell Hall.

### Troisième partie
Après que Gilbert a compris la situation d'Helen, elle le prie de la laisser en paix, car elle ne peut l'épouser. Il obéit. Peu après, il apprend qu'en bonne épouse, elle est retournée auprès de son mari gravement malade. Elle lui prodigue ses soins, mais en vain. La mort de Huntingdon est douloureuse, car son âme est pleine de doutes et de terreur à la pensée de ce qui l'attend. Helen ne peut rien faire pour l'aider, car il refuse d'accepter une quelconque responsabilité de ses actes, et lui demande au contraire de venir avec lui plaider pour le salut de son âme.
Une année s'écoule. Gilbert accourt après avoir entendu dire que Helen serait sur le point de se marier. En fait, il s'agit du mariage de Mr. Lawrence (avec qui il s'est réconcilié) avec une amie d'Helen, Esther Hargrave. Il se rend alors à Grassdale, où il découvre que Helen vit dans son domaine de Staningley. Il s'y rend, mais le doute le ronge, car il apprend qu'elle est désormais fort riche et d'un statut social bien supérieur au sien. Hésitant, il reste à la porte du domaine, mais rencontre alors par hasard Helen, son fils Arthur et sa tante. Les deux amoureux retrouvent le bonheur d'être ensemble et leur mariage conclut l'histoire.

### Incipit
« À M.J.Halford,
 
Cher Halford, la dernière fois où nous nous sommes rencontrés, tu m’as fait un récit très détaillé et très intéressant des événements les plus remarquables survenus dans ta vie avant que nous fassions connaissance ; puis tu m’as demandé, en retour, de me confier à toi,. »

## Analyse
La Locataire de Wildfell Hall remet en cause les critères moraux de l'époque victorienne. Un aspect perçu comme particulièrement choquant est le passage où Helen claque la porte de sa chambre au nez de son mari, après les mauvais traitements qu'il lui a fait endurer, renversant ainsi la relation traditionnelle entre les sexes. Charles Kingsley va jusqu'à dire de l'ouvrage qu'il est « totalement inapproprié de le mettre entre les mains de jeunes filles » (« utterly unfit to be put into the hands of girls »), même si un autre critique le cite comme « le roman le plus intéressant que nous ayons lu depuis un mois ». Charlotte Brontë empêchera sa republication après la mort d'Anne.
On considère qu'il s'agit-là de l'un des premiers ouvrages féministes. Le personnage principal, Helen, est pleine de vitalité et directe, ne craignant pas de parler avec franchise aux hommes à qui elle s'adresse. Anne Brontë présente son attitude comme positive, au contraire de celle de Milicent, piétinée et ignorée sans état d'âme par son mari.

## Éditions en français
- 1937 : La Dame du château de Wildfell ; traduit par Maurice Rancès, Paris : Gallimard, 495 p.[7]

- 1947 : La Recluse de Haworth ; traduit de l'anglais par Georges Charbonnier et André Frédérique ;  Paris : Éditions de l'Élan, 400 p.

- 1963 : La Dame du manoir de Wildfell ; traduit de l'anglais par Denise et Henry Fagne, Verviers (Belgique) : Gérard et Cie, collection Marabout géant. n°169, 568 p.

- 1998 : La châtelaine de Wildfell Hall ; trad. de l'anglais par Henriette Guex-Rolle ; Paris : le Grand livre du mois, Collection : Les trésors de la littérature, 303 p.

- 2008 : La Recluse de Wildfell Hall ; traduit de l'anglais par Georges Charbonnier et André Frédérique ; traduction complétée par Frédéric Klein ; préface de l'autrice traduite par Guillaume Villeneuve, Paris : Phébus, 474 p.

## La Locataire de Wildfell Halldans la culture populaire

### À la télévision
- 1968 - 1969: The Tenant of Wildfell Hall, mini-série en 4 épisodes réalisée par Peter Sasdy, avec Janet Munro, Corin Redgrave et Bryan Marshall
- 1996 : The Tenant of Wildfell Hall, mini-série en 3 épisodes réalisée par Mike Barker, avec Tara Fitzgerald, Toby Stephens, Rupert Graves et James Purefoy

### En littérature
Dans le Downton Abbey Christmas Special (2011), The Tenant of Wildfell Hall est le titre du livre mimé par Lady Mary Crawley au cours du jeu de charades de Noël.
L'histoire d'Helen Graham est mentionnée dans le roman d'Elizabeth George de 1988, Une grande délivrance.

### En musique
- La Locataire de Wildfell Hall a également fait l'objet d'un opéra en une acte (musique Garrett Hope, libretto Steven Soebbing) dont la première a eu lieu en 2011 à University of Nebraska-Lincoln

### À la radio
- Dix épisodes adaptation diffusée à partir du 28 novembre au 9 décembre 2011 sur la BBC Radio 4, avec Hattie Morahan (Helen), Robert Lonsdale (Gilbert) et Leo Bill (Arthur).